# Williams FW33
A Williams FW33 egy Formula–1-es versenyautó, melyet a WilliamsF1 csapat indított a 2011-es Formula–1 világbajnokság során. A csapat versenyzői a veterán Rubens Barrichello és az előző évi GP2 bajnokság győztese, az újonc venezuelai Pastor Maldonado voltak.

## Áttekintés
Az évadban újabb festést használt a csapat, mivel a meglévő sötétkék és fehér mellé behozták az ezüst és vörös színeket - a kilencvenes évek Rothman's-festéséhez nagyon hasonlót megidézve. Az évben több korábbi trükköt betiltottak, mint az F-csatorna és a dupla diffúzor, így a csapatnak új megoldásokat kellett találnia. Ennek keretén belül tervezték meg a kasztnit és szerelték be a kinetikus energia-visszanyelőt (KERS). A teljesítménnyel kapcsolatban komoly kérdőjelek voltak, ugyanis az már a szezon eleji teszteknél kiderült, hogy az autó messze nem versenyképes, hiányzik belőle a megfelelő végsebesség és teljesítmény. Az első két versenyen mindkét versenyző kiesett, a harmadikon pedig pontot sem tudtak szerezni - ez volt a Williams addigi történetének legpocsékabb szezonkezdete. Monacóban Barrichello egy 9. hellyel megszerezte a csapat első pontjait, Maldonado pedig csak azért nem szerzett egyet sem, mert összeütközött a verseny végén Lewis Hamiltonnal, így csak a 18. helyen rangsorolták. Kanadában ugyanez történt: Barrichello 9. lett, Maldonado nem szerzett pontot. Erre csak a Belga Nagydíjon került sor, ahol tizediknek intették le. Ezen túlmenően azonban egyetlen pontot sem szereztek, öt pontjuk a bajnoki kilencedik helyre volt elég, amilyen rossz eredményt még nem értek el 1978-as debütálásuk óta.

## Eredmények
| Év   | Csapat        | Motor              | Gumik | Pilóták            | 1   | 2   | 3   | 4   | 5   | 6    | 7   | 8   | 9   | 10  | 11  | 12  | 13  | 14  | 15  | 16  | 17  | 18  | 19  | Pontok | Helyezés |
| ---- | ------------- | ------------------ | ----- | ------------------ | --- | --- | --- | --- | --- | ---- | --- | --- | --- | --- | --- | --- | --- | --- | --- | --- | --- | --- | --- | ------ | -------- |
| 2011 | AT&T Williams | Cosworth CA2011 V8 | P     |                    | AUS | MAL | CHN | TUR | ESP | MON  | CAN | EUR | GBR | GER | HUN | BEL | ITA | SIN | JPN | KOR | IND | ABU | BRA | 5      | 9.       |
| 2011 | AT&T Williams | Cosworth CA2011 V8 | P     | Rubens Barrichello | KI  | KI  | 13  | 15  | 17  | 9    | 9   | 12  | 13  | KI  | 13  | 16  | 12  | 13  | 17  | 12  | 15  | 12  | 14  | 5      | 9.       |
| 2011 | AT&T Williams | Cosworth CA2011 V8 | P     | Pastor Maldonado   | KI  | KI  | 18  | 17  | 15  | 18 † | KI  | 18  | 14  | 14  | 16  | 10  | 11  | 11  | 14  | KI  | KI  | 14  | KI  | 5      | 9.       |

† A versenyző nem fejezte be a futamot, de rangsorolták, miután teljesítette a táv 90 százalékát.